# Mike Wells (photographe)
Pour les articles homonymes, voir Mike Wells et Wells.
Mike Wells, né en 1951 à Mtarfa au Mali, est un photographe britannique. 
Il est récipiendaire du World Press Photo de l'année en 1981 pour sa photographie prise en avril 1980 de la main d'un missionnaire blanc tenant celle décharnée d'un enfant africain qui meurt de faim dans le nord-est de l'Ouganda.